# ルイーゼ・フォン・プロイセン (1829-1901)
マリア・ルイーゼ・アンナ・フォン・プロイセン（Maria Luise Anna Prinzessin von Preußen, 1829年3月1日 - 1901年5月10日）は、ドイツ・プロイセンの王族、プロイセン王女。ヘッセン＝フィリップスタール＝バルヒフェルト方伯アレクシスに嫁した。

## 生涯
プロイセン王子カールとその妻でザクセン＝ヴァイマル＝アイゼナハ大公カール・フリードリヒの娘であるマリーの間の第2子、長女として生まれた。1854年5月26日にシャルロッテンブルク宮殿において、ヘッセン＝フィリップスタール＝バルヒフェルト方伯家の当主アレクシスと結婚した。この婚姻は1861年3月6日に解消された。2人の間に子供は無かった。
1873年、かつてヴュルテンベルク王太后パウリーネが隠居所としていた、ボーデン湖畔に建つモントフォルト城を購入し、以後亡くなるまでこの城を夏の居館とした。死後、この城は甥のヘッセン公子フリードリヒ・カールの手で売却された。

## 引用・脚注
1. ↑  Preußisches Jahrbuch, derde jaargang, Berlin 1863, p. 191